# Nomocharis georgei
Nomocharis georgei är en liljeväxtart som beskrevs av William Edgar Evans. Nomocharis georgei ingår i släktet Nomocharis och familjen liljeväxter. Inga underarter finns listade.